# Поденцои (Белуно)
Поденцои (итал. Podenzoi) је насеље у Италији у округу Белуно, региону Венето.
Према процени из 2011. у насељу је живело 265 становника. Насеље се налази на надморској висини од 799 м.